# Martina Clavadetscher
Martina Clavadetscher (* 1. August 1979 in Zug) ist eine Schweizer Schriftstellerin.

## Leben
Martina Clavadetscher wuchs in Brunnen auf und besuchte von 1994 bis 1998 das Gymnasium im Kollegium Schwyz. Im Anschluss studierte sie Deutsche Literatur, Linguistik und Philosophie an der Universität Freiburg i. Üe. Im Jahr 2006 fand am Luzerner Theater die Uraufführung ihres ersten Theaterstückes Drei Frauen (Regie: Sophie Stierle) statt. Es folgten weitere Theaterstücke wie Gemeinsam, das 2009 am Schauspielhaus Hamburg uraufgeführt wurde, und 2013 das Stück Deliver My Heart!, das im Südpol Luzern Premiere hatte.
Clavadetscher schreibt und liest regelmässig die Radio-Kolumnen Apropos für das Schweizer Radio SRF 1. Im Jahr 2012 wurde ihr der Kulturförderpreis des Kantons Schwyz verliehen. Während der Theatersaison 2013/14 war Clavadetscher im Rahmen des Förderprogramms «Stücklabor Neue Schweizer Dramatik» Hausautorin am Luzerner Theater. Das in dieser Zeit entstandene Auftragsstück My only friend, the end wurde im März 2014 uraufgeführt und in der Juni-Ausgabe der Fachzeitschrift Theater der Zeit abgedruckt.
2014 erschien ihr Prosa-Debüt Sammler, womit sie zum Auftritt Schweiz an der Buchmesse Leipzig eingeladen wurde.
Mit ihrem Stück Umständliche Rettung gewann Clavadetscher den Essener Autorenpreis Stück auf! 2016 und wurde im selben Jahr für den Heidelberger Stückemarkt nominiert.
2017 war sie mit ihrem Roman Knochenlieder für den Schweizer Buchpreis nominiert. Ihr zweiter Roman Die Erfindung des Ungehorsams gewann den Schweizer Buchpreis 2021.
Clavadetscher ist Mitgründerin des PEN Berlin.

## Werke

### Prosa
- Sammler. Erzählung, Verlag Martin Wallimann, Alpnach 2014, ISBN 978-3-905969-34-4.
- Hokuspokus Verschwindibus. Carte blanche, Kulturtipp, Nr. 17/14, ISSN 1664-1515.
- Knochenlieder. Roman, Edition Bücherlese, Hitzkirch 2017, ISBN 978-3-906907-01-7.
- Die Erfindung des Ungehorsams. Roman, Unionsverlag, Zürich 2021, ISBN 978-3-293-00565-5.
- Vor aller Augen. Unionsverlag, Zürich 2022, ISBN 978-3-293-00587-7.
- Die Schrecken der anderen. C. H. Beck, München 2025, ISBN 978-3-406-83698-5.

### Theaterstücke
- Deliver my heart! Uraufführung Südpol Luzern, 2013.
- My only friend, the end. Uraufführung, Luzerner Theater. 2014. In: Theater der Zeit, Heft Nr. 6 / Juni 2014, ISSN 0040-5418.
- Milchdieb. Monolog, Uraufführung Luzerner Theater, 2015.[14]
- Der letzte Europäer. Uraufführung Theater am Neumarkt Zürich, 2017.[15]
- Umständliche Rettung. Uraufführung Schauspiel Essen, 2017.[16]
- Gedächtnispalast – 5000 m² Theater in der Viscosistadt. Uraufführung Viscosistadt Emmenbrücke, 2019.[17]
- Frau Ada denkt Unerhörtes. Uraufführung Schauspiel Leipzig, 2019.[18]

Drehbuch
- DIE EINZIGEN Regie: Maria Kaur Bedi, Autorin Martina Clavadetscher, Spielfilm, Schweiz, 90'  TILT Production / SRF, 2017.

## Auszeichnungen
- 2012: Kulturförderpreis des Kantons Schwyz[19]
- 2012: Werkbeitrag Theater des Kantons Schwyz[20]
- 2016: Werkbeitrag Theater des Kantons Luzern[21]
- 2016: Autorenpreis Schauspiel Essen 2016[22]
- 2016: Nomination zum Heidelberger Stückemarkt[23]
- 2016: Literaturpreis der Marianne-und-Curt-Dienemann-Stiftung[24]
- 2017: Nominierung für den Schweizer Buchpreis
- 2021: Schweizer Buchpreis für Die Erfindung des Ungehorsams